# Vénus impudique
La Vénus impudique (ou Vénus de Vibraye) est une statuette féminine magdalénienne, la première représentation humaine paléolithique découverte à l'époque contemporaine. Elle diffère des vénus gravettiennes par plusieurs aspects.

## Historique
La Vénus impudique a été trouvée en 1864 par le collectionneur Paul Hurault de Vibraye (1809-1878) sur le site préhistorique de Laugerie-Basse, aux Eyzies-de-Tayac-Sireuil, en Dordogne, dans le sud-ouest de la France. 
Elle est exposée au Musée de l'Homme, à Paris. 

## Description
Cette vénus magdalénienne en ivoire de mammouth est sans tête, sans pieds, sans bras. L'ouverture vaginale exagérément incisée inspira à Paul Hurault de Vibraye l'appellation de Vénus impudique, par opposition à la Vénus Pudica, un genre de sculpture classique représentant la déesse antique couvrant son pubis de sa main droite et ses seins de l'autre,. 
La statuette a été créée probablement avec une tête, comme en témoignent les zones fracturées au ras du cou, mais elle devait être sans bras. Alors que la plupart des autres Vénus paléolithiques ont des seins très développés et des hanches larges, la Vénus impudique se caractérise au contraire par un corps mince, des hanches discrètes, la quasi absence de seins (originelle). Ces traits, ainsi que la vulve verticale et fermée semblent indiquer qu'il s'agit de la représentation d'une fillette (« l'orientation verticale de la fente vulvaire est une caractéristique des filles avant la puberté »).

## Style de la statuette
Le Magdalénien s'étend d'environ 17 000 à 14 000 ans avant le présent. Jean-Pierre Duhard souligne une évolution dans l'art au cours du Paléolithique vers plus de sobriété. Le style schématique de la Vénus de Vibraye et l'aspect longiligne du sujet féminin contrastent avec les normes gravettiennes et rapprochent l'œuvre d'une autre figure féminine de l'abri de la Madeleine, d'abord décrite comme un « fragment de ciseau », puis comme une « structure anthropomorphe probable » (en bois de renne, Magdalénien IV).
Le Magdalénien présente de nombreux exemples de dessins géométriques, sur les objets et dans l'art pariétal. 

## Le nom Vénus
La paternité de l'appellation « Vénus » comme terme générique servant à désigner une centaine de statuettes féminines paléolithiques découvertes par la suite, est généralement attribuée à Paul Hurault de Vibraye. Selon certains spécialistes, le choix du nom Vénus, renvoyant à une déesse de l'amour, fut, de la part de Vibraye, un choix « malheureux ». Plusieurs de ces figurines représentent en réalité des fillettes ou des vieilles femmes. Ainsi l'idée qui a longtemps prévalu, selon laquelle ces statuettes féminines avaient un caractère érotique et avaient été façonnées par des hommes trahirait le biais masculin de nombreux archéologues.